# My Worlds: The Collection
My Worlds: The Collection ist die erste Kompilation des kanadischen Musikers Justin Bieber. Sie erschien am 19. November 2010 und diente als internationales Gegenstück zu Biebers erstem Remixalbum My Worlds Acoustic, welches zuvor nur in Nord- und Südamerika veröffentlicht wurde. Das Album, welches aus zwei Tonträgern besteht, umfasste zum einen die Lieder aus My Worlds Acoustic sowie zwei weiteren Remixe, das Lied Never Say Never und zum anderen die Titel von My Worlds.

## Hintergrund
Das Album erschien genau eine Woche vor der Veröffentlichung des Remixalbums My Worlds Acoustic. Am 18. Oktober 2010 verkündete Bieber auf seiner Twitter-Seite Pläne für ein Akustikalbum, welches Akustikversionen seiner Lieder und einen neuen Song beinhalten solle und in der Weihnachtszeit veröffentlicht werden würde. Als Grund für die Veröffentlichung nannte Bieber, dass er „all den Hassern beweisen wolle, dass er singen könne“. Durch ein Akustikalbum könne man seine Stimme schließlich besonders gut wahrnehmen. Die anderen drei Lieder der ersten CD sind zwei Remixe des Titels Somebody to Love sowie die Originalversion des Liedes Never Say Never. Dieser Titel wurde später auch für das Album Never Say Never: The Remixes verwendet und im Januar als Lead-Single dieses Albums veröffentlicht.

## Titelliste
| CD 1 | CD 1                                                  | CD 1 | CD 1                                         | CD 1  |
| #    | Titel                                                 | Autor(en) | Produzent(en)                                | Länge |
| ---- | ----------------------------------------------------- | --- | -------------------------------------------- | ----- |
| 1.   | One Time (Akustik Version)                            | Tricky Stewart, Terius Nash, James Bunton, Corron Cole, Thabiso Nkhereanye                                                     | Dan Kanter, Rob Wells, Kuk Harrell           | 3:06  |
| 2.   | Baby (Akustik Version)                                | Justin Bieber, Christopher Stewart, Terius Nash, Christina Milian, Christopher Bridges                                         | Dan Kanter, Rob Wells, Kuk Harrell           | 3:35  |
| 3.   | One Less Lonely Girl (Akustik Version)                | Ezekiel Lewis, Balewa Muhammad, Sean Hamilton, Hyuk Shin, Usher Raymond IV                                                     | Dan Kanter, Rob Wells, Kuk Harrell           | 3:57  |
| 4.   | Down to Earth (Akustik Version)                       | Justin Bieber, Kevin Risto, Waynne Nugent, Mason Levy, Carlos Battey, Steven Battey                                            | Dan Kanter, Rob Wells, Kuk Harrell           | 4:03  |
| 5.   | U Smile (Akustik Version)                             | Justin Bieber, Jerry Duplessis, Arden Altino, Dan August Rigo                                                                  | Dan Kanter, Rob Wells, Kuk Harrell           | 3:16  |
| 6.   | Stuck in the Moment (Akustik Version)                 | Justin Bieber, Dan August Rigo Jonathan Yip, Ray Romulus, Jeremy Reeves                                                        | Dan Kanter, Rob Wells, Kuk Harrell           | 3:18  |
| 7.   | Favorite Girl (live)                                  | Antea Birchett, Anesha Birchett, Dernst Emile II, Delisha Thomas                                                               | Dan Kanter, Rob Wells, Kuk Harrell           | 5:09  |
| 8.   | That Should Be Me (Akustik Version)                   | Justin Bieber, Adam Messinger, Nasri Atweh, Luke Boyd                                                                          | Dan Kanter, Rob Wells, Kuk Harrell           | 4:09  |
| 9.   | Never Say Never (feat. Jaden Smith) (Akustik Version) | Justin Bieber, Jaden Smith, Adam Messinger, Nasri Atweh, Kuk Harrell, Omarr Rambert                                            | Dan Kanter, Rob Wells, Kuk Harrell           | 3:42  |
| 10.  | Pray                                                  | Justin Bieber, Nasri Atweh, Adam Messinger, Omar Martinez                                                                      | Dan Kanter, Rob Wells, Kuk Harrell           | 3:32  |
| 11.  | Somebody to Love (feat. Usher) (Remix)                | Justin Bieber, Jeremy Reeves, Ray Romulus, Jonathan Yip, Heather Bright                                                        | The Stereotypes                              | 3:40  |
| 12.  | Never Say Never (feat. Jaden Smith)                   | Justin Bieber, Jaden Smith, Adam Messinger, Nasri Atweh, Kuk Harrell, Omarr Rambert                                            | The Messengers                               | 3:47  |
| 13.  | Somebody to Love (J-Stax-Remix)                       | Justin Bieber, Jeremy Reeves, Ray Romulus, Jonathan Yip, Heather Bright                                                        |                                              | 3:34  |
| CD 2 |                                                       | |                                              |       |
| #    | Titel                                                 | Autor(en) | Produzent(en)                                | Länge |
| 1.   | One Time                                              | Christopher Stewart, Terius Nash, James Bunton, Corron Cole, Thabiso Nkhereanye                                                | C. Stewart, Kuk Harrell, J. Bunton, C. Cole  | 3:35  |
| 2.   | Favorite Girl                                         | Antea Birchett, Anesha Birchet, Dernst Emile II, Delisha Thomas                                                                | D’Mile                                       | 4:16  |
| 3.   | Down To Earth                                         | Justin Bieber, Midi Mafia, Mason Levy, Carlos Battey, Steven Battey                                                            | Midi Mafia                                   | 4:05  |
| 4.   | Bigger                                                | Justin Bieber, Midi Mafia, Dapo Torimiro, Lonny Breaux                                                                         | Midi Mafia, T.Torimiro                       | 3:17  |
| 5.   | One Less Lonely Girl                                  | Ezekiel Lewis, Balewa Muhammad, Sean Hamilton, Hyuk Shin, Usher Raymond IV                                                     | E. Lewis, B. Muhammad, S. Hamilton, H. Shin  | 3:49  |
| 6.   | First Dance (feat. Usher)                             | Justin Bieber, Usher Raymond IV, Jesse „Corporal“ Wilson, Ryan Lovette, Dwight Reynolds, Alexander „Prettyboifresh“ Parhm, Jr. | Prettyboifresh                               | 3:42  |
| 7.   | Love Me                                               | Peter Svensson, Nina Persson, Peter Hernandez, Phillip Lawrence, Ari Levine                                                    | DJ Frank E                                   | 3:12  |
| 8.   | Common Denominator                                    | Justin Bieber, Lashaunda „Babygirl“ Carr                                                                                       | L. Carr                                      | 4:02  |
| 9.   | Baby (feat. Ludacris)                                 | Terius Nash, Christopher Stewart, Justin Bieber, Christina Milian, Christopher Bridges                                         | Tricky Stewart, The-Dream                    | 3:36  |
| 10.  | Somebody to Love                                      | Jonathan Yip, Jeremy Reeves, Ray Romulus, Heather Bright, Justin Bieber                                                        | Stereotypes                                  | 3:42  |
| 11.  | Stuck in the Moment                                   | Jonathan Yip, Jeremy Reeves, Ray Romulus, Heather Bright, Justin Bieber                                                        | Stereotypes                                  | 3:43  |
| 12.  | U Smile                                               | Jerry Duplessis, Arden Altino, Dan August Rigo, Justin Bieber                                                                  | Jerry Duplessis, Arden Altino (Co-Produzent) | 3:17  |
| 13.  | Runaway Love                                          | Melvin Hough II, Rivelino Wouter, Timothy Thomas, Theron Thomas, Justin Bieber                                                 | Mel & Mus                                    | 3:33  |
| 14.  | Never Let You Go                                      | Johntá Austin, Bryan-Michael Cox, Justin Bieber                                                                                | Bryan-Michael Cox                            | 4:26  |
| 15.  | Overboard (feat. Jessica Jarrell)                     | Waynne Nugent, Kevin Risto, Dapo Torimiro, Taurian Shropshire, Justin Bieber                                                   | Dirty Swift, Bruce Waynne                    | 4:11  |
| 16.  | Eenie Meenie (mit Sean Kingston)                      | Benny Blanco, Kisean Anderson, Carlos Battey, Steven Battey, Justin Bieber, Marcos Palacios, Ernest Clark                      | Benny Blanco                                 | 3:23  |
| 17.  | Up                                                    | Nasri Atweh, Adam Messinger, Justin Bieber                                                                                     | The Messengers                               | 3:55  |
| 18.  | That Should Be Me                                     | Nasri Atweh, Adam Messinger, Luke Boyd, Justin Bieber                                                                          | The Messengers                               | 3:53  |

## Rezensionen
Lucy Jones schrieb zum Beispiel, dass es schwer sei, dem „Bieber-Fieber“ zu entkommen. Schließlich würde man doch „erkämpft werden, bevor letztlich (kommerzieller) Profit aus einem geschlagen wird“. Die Zusammenstellung der Lieder beschrieb sie als „eine Mischung aus alten Hits, neuen Remixen und Kollaborationen mit Leuten wie Ludacris und Jaden Smith“. Alle Titel seien zudem „perfekt geschliffen“.
In einer Rezension der britischen Tageszeitung The Guardian hieß es, dass das Album aufgrund der Menge an alten Liedern „ein bisschen wie Weiterverschenken“ aussehe. Trotzdem würden „die Milliarden an Bieber-Fans“ nicht geizig sein.

## Kommerzieller Erfolg

### Chartplatzierungen
In den Vereinigten Staaten wurde My Worlds: The Collection nicht physisch veröffentlicht. In Deutschland, Österreich, der Schweiz und dem Vereinigten Königreich erreichte es keine separate Chartplatzierung. Stattdessen wurden die Verkäufe denen des Albums My World 2.0 hinzugezählt. Allerdings platzierte es sich in Dänemark auf Rang zwölf und den Niederlanden (Position 17) gelang das Album in die Top 20. Weitere Chartplatzierungen erreichte es in Italien und Schweden (je Rang 27) oder auch in Finnland (Rang 36).

### Auszeichnungen für Musikverkäufe
| Land/Region                 | Auszeichnungen für Musikverkäufe (Land/Region, Auszeichnung, Verkäufe) | Verkäufe |
| --------------------------- | ---------------------------------------------------------------------- | -------- |
| Argentinien (CAPIF)         | Gold                                                                   | 20.000   |
| Australien (ARIA)           | 3× Platin                                                              | 210.000  |
| Belgien (BRMA)              | Platin                                                                 | 30.000   |
| Brasilien (PMB)             | Diamant                                                                | 300.000  |
| Dänemark (IFPI)             | 3× Platin                                                              | 60.000   |
| Golf-Kooperationsrat (IFPI) | Gold                                                                   | 3.000    |
| Italien (FIMI)              | Platin                                                                 | 50.000   |
| Libanon (IFPI)              | Gold                                                                   | 3.000    |
| Mexiko (AMPROFON)           | Gold                                                                   | 30.000   |
| Neuseeland (RMNZ)           | 5× Platin                                                              | 75.000   |
| Niederlande (NVPI)          | Platin                                                                 | 50.000   |
| Norwegen (IFPI)             | Platin                                                                 | 30.000   |
| Spanien (Promusicae)        | 2× Platin                                                              | 80.000   |
| Insgesamt                   | 4× Gold · 17× Platin · 1× Diamant ·                                    | 941.000  |

Hauptartikel: Justin Bieber/Auszeichnungen für Musikverkäufe